# Llista de topònims de Lles de Cerdanya
Llista de topònims (noms propis de lloc) del municipi de Lles de Cerdanya, a la Baixa Cerdanya
Informació actualitzada per un bot. Els canvis manuals es perdran quan s'actualitzi!

## balneari
| imatge | Nom                       | Ubicat a         | instància de | Detalls                      | coordenades                                                                 | Protecció                                  | Commons (més fotos)   | Dades a WD                    |
| ------ | ------------------------- | ---------------- | ------------ | ---------------------------- | --------------------------------------------------------------------------- | ------------------------------------------ | --------------------- | ----------------------------- |
|        | Balneari Caldes de Músser | Lles de Cerdanya | balneari     | Estat: enderrocat o destruït |                                                                             | bé integrant del patrimoni cultural català |                       | Modifica les dades a Wikidata |
|        | Balneari de Senillers     | Lles de Cerdanya | balneari     |                              | 42° 22′ 14″ N, 1° 40′ 55″ E / 42.370648°N,1.682075°E ca:Senillers 1047 msnm | bé integrant del patrimoni cultural català | Balneari de Senillers | Modifica les dades a Wikidata |

## borda
| imatge | Nom                           | Ubicat a         | instància de | Detalls                     | coordenades                                                                   | Protecció                                  | Commons (més fotos)   | Dades a WD                    |
| ------ | ----------------------------- | ---------------- | ------------ | --------------------------- | ----------------------------------------------------------------------------- | ------------------------------------------ | --------------------- | ----------------------------- |
|        | Barraca de l'Isidro           | Lles de Cerdanya | borda        |                             | 42° 28′ 44″ N, 1° 42′ 04″ E / 42.4788864019815°N,1.70107943424069°E           |                                            |                       | Modifica les dades a Wikidata |
|        | Barraca de la Quera           | Lles de Cerdanya | borda        |                             | 42° 25′ 26″ N, 1° 42′ 51″ E / 42.4239449608901°N,1.71409024510229°E           |                                            |                       | Modifica les dades a Wikidata |
|        | Barraca del Cortal del Fuster | Lles de Cerdanya | borda        |                             | 42° 25′ 23″ N, 1° 40′ 20″ E / 42.4230262960596°N,1.67222193956562°E           |                                            |                       | Modifica les dades a Wikidata |
|        | Barraca del Cortal del Mateu  | Lles de Cerdanya | borda        |                             | 42° 25′ 05″ N, 1° 40′ 36″ E / 42.4179338747076°N,1.67653477953468°E           |                                            |                       | Modifica les dades a Wikidata |
|        | Barraca dels Contrabandistes  | Lles de Cerdanya | borda        | Estil: arquitectura popular |                                                                               | bé integrant del patrimoni cultural català |                       | Modifica les dades a Wikidata |
|        | Cabana de Cantabrà            | Lles de Cerdanya | borda        |                             | 42° 26′ 56″ N, 1° 38′ 09″ E / 42.4488248095411°N,1.63592599253496°E           |                                            |                       | Modifica les dades a Wikidata |
|        | Cabana del Vaquer             | Lles de Cerdanya | borda        |                             | 42° 25′ 15″ N, 1° 38′ 25″ E / 42.4209307752695°N,1.64020165507651°E           |                                            |                       | Modifica les dades a Wikidata |
|        | Cabana dels Esparvers         | Lles de Cerdanya | borda        |                             | 42° 29′ 08″ N, 1° 42′ 12″ E / 42.4856478144669°N,1.70330001954785°E 2065 msnm |                                            | Cabana dels Esparvers | Modifica les dades a Wikidata |
|        | Caseta del Ribot              | Lles de Cerdanya | borda        |                             | 42° 25′ 23″ N, 1° 39′ 47″ E / 42.4231101317616°N,1.66316448588385°E           |                                            |                       | Modifica les dades a Wikidata |
|        | Era del Tret                  | Lles de Cerdanya | borda        |                             | 42° 23′ 21″ N, 1° 39′ 07″ E / 42.3892445303044°N,1.65207487965241°E           |                                            |                       | Modifica les dades a Wikidata |
|        | borda d'Ambret                | Lles de Cerdanya | borda        |                             | 42° 23′ 22″ N, 1° 42′ 00″ E / 42.3893299076378°N,1.70001206499069°E           |                                            |                       | Modifica les dades a Wikidata |
|        | borda de Serret               | Lles de Cerdanya | borda        |                             | 42° 24′ 16″ N, 1° 40′ 41″ E / 42.404389011732°N,1.67808332899265°E            |                                            |                       | Modifica les dades a Wikidata |
|        | borda del Gasconet            | Lles de Cerdanya | borda        |                             | 42° 25′ 38″ N, 1° 42′ 07″ E / 42.4271131495765°N,1.70194234826366°E           |                                            |                       | Modifica les dades a Wikidata |
|        | borda del Mateu               | Lles de Cerdanya | borda        |                             | 42° 25′ 06″ N, 1° 39′ 04″ E / 42.4183853925878°N,1.65114696649889°E           |                                            |                       | Modifica les dades a Wikidata |
|        | borda del Perot               | Lles de Cerdanya | borda        |                             | 42° 23′ 33″ N, 1° 40′ 23″ E / 42.39241°N,1.67301°E                            |                                            |                       | Modifica les dades a Wikidata |
|        | borda del Serret              | Lles de Cerdanya | borda        |                             | 42° 24′ 17″ N, 1° 40′ 37″ E / 42.4047375232045°N,1.67706741703273°E           |                                            |                       | Modifica les dades a Wikidata |
|        | cortal d'en Pere Antoni       | Lles de Cerdanya | borda        |                             | 42° 24′ 35″ N, 1° 40′ 32″ E / 42.409809695761°N,1.67567263035387°E            |                                            |                       | Modifica les dades a Wikidata |
|        | cortal de Barnola             | Lles de Cerdanya | borda        |                             | 42° 25′ 39″ N, 1° 40′ 11″ E / 42.4275737592067°N,1.66985275841196°E           |                                            |                       | Modifica les dades a Wikidata |
|        | cortal de l'Hereu Mateu       | Lles de Cerdanya | borda        |                             | 42° 25′ 12″ N, 1° 38′ 50″ E / 42.42001470643°N,1.6472561993367°E              |                                            |                       | Modifica les dades a Wikidata |
|        | cortal del Bertran            | Lles de Cerdanya | borda        |                             | 42° 23′ 28″ N, 1° 39′ 31″ E / 42.3911932176973°N,1.65850865369174°E           |                                            |                       | Modifica les dades a Wikidata |
|        | cortal del Picapedrer         | Lles de Cerdanya | borda        | Estat: ruïnós               | 42° 25′ 02″ N, 1° 40′ 20″ E / 42.417315°N,1.672104°E 1747 msnm                |                                            |                       | Modifica les dades a Wikidata |

## castell
| imatge | Nom                    | Ubicat a         | instància de | Detalls                     | coordenades | Protecció                                            | Commons (més fotos) | Dades a WD                    |
| ------ | ---------------------- | ---------------- | ------------ | --------------------------- | --- | ---------------------------------------------------- | ------------------- | ----------------------------- |
|        | Castell d'Arànser      | Lles de Cerdanya | castell      |                             | 42° 24′ 30″ N, 1° 39′ 43″ E / 42.408304°N,1.661923°E ca:Arànser, localització incerta 1040 msnm                 | bé d'interès cultural bé cultural d'interès nacional |                     | Modifica les dades a Wikidata |
|        | Castell de Lles        | Lles de Cerdanya | castell      | Estil: arquitectura popular | 42° 23′ 25″ N, 1° 41′ 15″ E / 42.390175°N,1.687576°E ca:fonaments de Cal Fuster i Cal Perantoni 1471 msnm       | bé d'interès cultural bé cultural d'interès nacional |                     | Modifica les dades a Wikidata |
|        | Castell de Travesseres | Lles de Cerdanya | castell      |                             | 42° 22′ 31″ N, 1° 41′ 16″ E / 42.375274°N,1.687825°E ca:nucli central de Travesseres 1196 msnm                  | bé d'interès cultural bé cultural d'interès nacional |                     | Modifica les dades a Wikidata |
|        | Castell de Viliella    | Lles de Cerdanya | castell      | Estil: arquitectura popular | 42° 24′ 37″ N, 1° 41′ 39″ E / 42.410382°N,1.694082°E ca:Al Tossal dels Moros, camí de Viliella a Lles 1627 msnm | bé d'interès cultural bé cultural d'interès nacional |                     | Modifica les dades a Wikidata |
|        | Castell de la Llosa    | Lles de Cerdanya | castell      |                             | 42° 26′ 33″ N, 1° 42′ 07″ E / 42.442487°N,1.701985°E ca:Al nord de cal Jan de la Llosa                          | bé d'interès cultural bé cultural d'interès nacional |                     | Modifica les dades a Wikidata |

## collada
| imatge | Nom               | Ubicat a                            | instància de | Detalls | coordenades                                                    | Protecció | Commons (més fotos) | Dades a WD                    |
| ------ | ----------------- | ----------------------------------- | ------------ | ------- | -------------------------------------------------------------- | --------- | ------------------- | ----------------------------- |
|        | Coll de Queralt   | Lles de Cerdanya el Pont de Bar     | collada      |         | 42° 24′ 34″ N, 1° 37′ 23″ E / 42.409444°N,1.623056°E 2033 msnm |           |                     | Modifica les dades a Wikidata |
|        | Portella de Setut | Lles de Cerdanya Escaldes-Engordany | collada      |         | 42° 28′ 04″ N, 1° 38′ 21″ E / 42.46782°N,1.63909°E 2687 msnm   |           | Portella de Setut   | Modifica les dades a Wikidata |

## entitat singular de població
| imatge | Nom              | Ubicat a         | instància de                                                    | Detalls | coordenades                                                        | Protecció | Commons (més fotos) | Dades a WD                    |
| ------ | ---------------- | ---------------- | --------------------------------------------------------------- | ------- | ------------------------------------------------------------------ | --------- | ------------------- | ----------------------------- |
|        | Arànser          | Lles de Cerdanya | entitat singular de població entitat municipal descentralitzada | 39 hab  | 42° 24′ 29″ N, 1° 39′ 44″ E / 42.408188°N,1.662296°E 1471 msnm     |           | Arànser             | Modifica les dades a Wikidata |
|        | Lles de Cerdanya | Lles de Cerdanya | entitat singular de població capital municipal                  | 119 hab | 42° 23′ 25″ N, 1° 41′ 15″ E / 42.39036127°N,1.68762207°E 1467 msnm |           |                     | Modifica les dades a Wikidata |
|        | Músser           | Lles de Cerdanya | entitat singular de població                                    | 49 hab  | 42° 22′ 52″ N, 1° 39′ 56″ E / 42.38099167°N,1.66554444°E 1300 msnm |           | Músser              | Modifica les dades a Wikidata |
|        | Travesseres      | Lles de Cerdanya | entitat singular de població                                    | 53 hab  | 42° 22′ 34″ N, 1° 41′ 16″ E / 42.37598056°N,1.68777222°E 1190 msnm |           | Travesseres         | Modifica les dades a Wikidata |
|        | Viliella         | Lles de Cerdanya | entitat singular de població                                    | 28 hab  | 42° 24′ 58″ N, 1° 41′ 45″ E / 42.416°N,1.69583°E 1563 msnm         |           | Viliella            | Modifica les dades a Wikidata |

## església
| imatge | Nom                                 | Ubicat a             | instància de | Detalls                                                       | coordenades                                                    | Protecció                   | Commons (més fotos)       | Dades a WD                    |
| ------ | ----------------------------------- | -------------------- | ------------ | ------------------------------------------------------------- | -------------------------------------------------------------- | --------------------------- | ------------------------- | ----------------------------- |
|        | Mare de Déu del Roser de Lles       | Lles de Cerdanya     | església     | Estil: arquitectura popular                                   | 42° 23′ 25″ N, 1° 41′ 13″ E / 42.390372°N,1.686838°E           | bé cultural d'interès local |                           | Modifica les dades a Wikidata |
|        | Mare de Déu dels Àngels de la Llosa | Lles de Cerdanya     | església     | Estil: arquitectura gòtica                                    | 42° 26′ 32″ N, 1° 42′ 09″ E / 42.4421°N,1.70258°E              |                             |                           | Modifica les dades a Wikidata |
|        | Sant Antoni de Coborriu de la Llosa | Lles de Cerdanya     | església     |                                                               | 42° 24′ 42″ N, 1° 42′ 20″ E / 42.411672°N,1.705569°E           | bé cultural d'interès local |                           | Modifica les dades a Wikidata |
|        | Sant Cosme i Sant Damià d'Arànser   | Lles de Cerdanya     | església     | Estil: arquitectura popular                                   | 42° 24′ 08″ N, 1° 40′ 22″ E / 42.402151°N,1.672704°E           | bé cultural d'interès local |                           | Modifica les dades a Wikidata |
|        | Sant Fructuós de Músser             | Músser               | església     | Estil: arquitectura romànica                                  | 42° 22′ 52″ N, 1° 39′ 57″ E / 42.381209°N,1.665884°E ca:Músser | bé cultural d'interès local | Sant Fructuós de Músser   | Modifica les dades a Wikidata |
|        | Sant Jaume de Travesseres           | Lles de Cerdanya     | església     | Estil: arquitectura popular                                   | 42° 22′ 30″ N, 1° 41′ 17″ E / 42.375117°N,1.688125°E           | bé cultural d'interès local | Sant Jaume de Travesseres | Modifica les dades a Wikidata |
|        | Sant Marc del Vilar                 | Lles de Cerdanya     | església     |                                                               | 42° 25′ 08″ N, 1° 42′ 02″ E / 42.418937°N,1.700558°E           | bé cultural d'interès local |                           | Modifica les dades a Wikidata |
|        | Sant Martí d'Arànser                | Lles de Cerdanya     | església     | Estil: arquitectura popular Anomenat per: Sant Martí de Tours | 42° 24′ 30″ N, 1° 39′ 42″ E / 42.408297°N,1.661646°E           | bé cultural d'interès local | Sant Martí d'Arànser      | Modifica les dades a Wikidata |
|        | Sant Pere de Lles                   | Lles de Cerdanya     | església     | Estil: arquitectura popular                                   | 42° 23′ 31″ N, 1° 41′ 17″ E / 42.391815°N,1.688187°E           | bé cultural d'interès local | Sant Pere de Lles         | Modifica les dades a Wikidata |
|        | Sant Sebastià de Viliella           | Lles de Cerdanya     | església     | Estil: arquitectura popular                                   | 42° 24′ 57″ N, 1° 41′ 46″ E / 42.415717°N,1.696161°E           | bé cultural d'interès local | Sant Sebastià de Viliella | Modifica les dades a Wikidata |
|        | Santa Llúcia de Coborriu            | Coborriu de la Llosa | església     | 16th century                                                  | 42° 24′ 49″ N, 1° 42′ 31″ E / 42.4136°N,1.70865°E 1519 msnm    | bé cultural d'interès local | Santa Llúcia de Coborriu  | Modifica les dades a Wikidata |

## estació d'esquí
| imatge | Nom              | Ubicat a         | instància de    | Detalls | coordenades                                              | Protecció | Commons (més fotos)                 | Dades a WD                    |
| ------ | ---------------- | ---------------- | --------------- | ------- | -------------------------------------------------------- | --------- | ----------------------------------- | ----------------------------- |
|        | Estació d'Aransa | Lles de Cerdanya | estació d'esquí |         | 42° 25′ N, 1° 38′ E / 42.42°N,1.64°E                     |           | Aransa (cross-country skiing track) | Modifica les dades a Wikidata |
|        | Estació de Lles  | Lles de Cerdanya | estació d'esquí |         | 42° 25′ 52″ N, 1° 40′ 05″ E / 42.43111111°N,1.66805556°E |           |                                     | Modifica les dades a Wikidata |

## font
| imatge | Nom                    | Ubicat a         | instància de | Detalls | coordenades                                                        | Protecció | Commons (més fotos) | Dades a WD                    |
| ------ | ---------------------- | ---------------- | ------------ | ------- | ------------------------------------------------------------------ | --------- | ------------------- | ----------------------------- |
|        | font de Santa Llocaia  | Lles de Cerdanya | font         |         | 42° 23′ 35″ N, 1° 39′ 10″ E / 42.393061632363°N,1.6526950174156°E  |           |                     | Modifica les dades a Wikidata |
|        | font de les Pollineres | Lles de Cerdanya | font         |         | 42° 26′ 44″ N, 1° 36′ 39″ E / 42.4455431628363°N,1.6108876292591°E |           |                     | Modifica les dades a Wikidata |
|        | font dels Pastors      | Lles de Cerdanya | font         |         | 42° 25′ 18″ N, 1° 38′ 15″ E / 42.421700231857°N,1.6374960535709°E  |           |                     | Modifica les dades a Wikidata |

## llac glacial
| imatge | Nom                     | Ubicat a         | instància de             | Detalls                                                     | coordenades                                                                | Protecció | Commons (més fotos)     | Dades a WD                    |
| ------ | ----------------------- | ---------------- | ------------------------ | ----------------------------------------------------------- | -------------------------------------------------------------------------- | --------- | ----------------------- | ----------------------------- |
|        | estany Gran de la Pera  | Lles de Cerdanya | llac glacial zona humida | Llarg: 212m Ample: 115m Superfície: 2.4ha Profunditat: 6.3m | 42° 27′ 25″ N, 1° 35′ 37″ E / 42.457077°N,1.59373°E 2347 msnm              |           | Estany Gran de la Pera  | Modifica les dades a Wikidata |
|        | estany Petit de la Pera | Lles de Cerdanya | llac glacial             | Llarg: 174m Ample: 99m Superfície: 1.12ha                   | 42° 27′ 19″ N, 1° 35′ 49″ E / 42.455311°N,1.59695°E 2306 msnm              |           | Estany Petit de la Pera | Modifica les dades a Wikidata |
|        | estany de Montmalús     | Lles de Cerdanya | llac glacial             |                                                             | 42° 29′ 33″ N, 1° 41′ 09″ E / 42.492508924924°N,1.6858511219169°E          |           |                         | Modifica les dades a Wikidata |
|        | estany de l'Orri        | Lles de Cerdanya | llac glacial             | Llarg: 111m Ample: 36m Superfície: 0.33ha                   | 42° 26′ 40″ N, 1° 39′ 46″ E / 42.444425°N,1.662653°E 2159 msnm             |           | Estany de l'Orri        | Modifica les dades a Wikidata |
|        | estany gran de Setut    | Lles de Cerdanya | llac glacial             |                                                             | 42° 27′ 48″ N, 1° 38′ 42″ E / 42.463216514283°N,1.645110070202°E 2563 msnm |           |                         | Modifica les dades a Wikidata |
|        | estanyons de Vallcivera | Lles de Cerdanya | llac glacial             |                                                             | 42° 28′ 45″ N, 1° 40′ 00″ E / 42.4790588565859°N,1.6666944188293°E         |           | Estanyons de Vallcivera | Modifica les dades a Wikidata |
|        | estanys de la Muga      | Lles de Cerdanya | llac glacial             |                                                             | 42° 28′ 15″ N, 1° 40′ 14″ E / 42.470718311835°N,1.6704934427385°E          |           |                         | Modifica les dades a Wikidata |
|        | estanys de la Pera      | Lles de Cerdanya | llac glacial             |                                                             | 42° 27′ 20″ N, 1° 35′ 41″ E / 42.4555416022399°N,1.59480800884652°E        |           |                         | Modifica les dades a Wikidata |

## masia
| imatge | Nom                 | Ubicat a         | instància de | Detalls                     | coordenades                                                         | Protecció                                  | Commons (més fotos) | Dades a WD                    |
| ------ | ------------------- | ---------------- | ------------ | --------------------------- | ------------------------------------------------------------------- | ------------------------------------------ | ------------------- | ----------------------------- |
|        | Cal Comell          | Lles de Cerdanya | masia        |                             | 42° 24′ 39″ N, 1° 39′ 49″ E / 42.4107419387551°N,1.66365811129971°E |                                            |                     | Modifica les dades a Wikidata |
|        | Cal Diligent        | Lles de Cerdanya | masia        |                             | 42° 26′ 22″ N, 1° 42′ 00″ E / 42.4393111483696°N,1.69992759608176°E |                                            |                     | Modifica les dades a Wikidata |
|        | Cal Frare           | Lles de Cerdanya | masia        |                             | 42° 24′ 41″ N, 1° 40′ 57″ E / 42.4112937907213°N,1.68254431010778°E |                                            |                     | Modifica les dades a Wikidata |
|        | Cal Gasconet        | Lles de Cerdanya | masia        |                             | 42° 26′ 06″ N, 1° 42′ 02″ E / 42.434978415552°N,1.7006372050029°E   |                                            |                     | Modifica les dades a Wikidata |
|        | Cal Jan de la Llosa | Lles de Cerdanya | masia        |                             | 42° 26′ 23″ N, 1° 42′ 01″ E / 42.4395849804202°N,1.70025021339608°E |                                            |                     | Modifica les dades a Wikidata |
|        | Cal Mateu           | Lles de Cerdanya | masia        |                             | 42° 23′ 04″ N, 1° 41′ 35″ E / 42.384522149505°N,1.6929651302639°E   |                                            |                     | Modifica les dades a Wikidata |
|        | Cal Mic             | Lles de Cerdanya | masia        |                             | 42° 21′ 40″ N, 1° 41′ 18″ E / 42.361135119904°N,1.68837733471621°E  |                                            |                     | Modifica les dades a Wikidata |
|        | Cal Perantoni       | Lles de Cerdanya | masia        | Estil: arquitectura popular | 42° 23′ 25″ N, 1° 41′ 15″ E / 42.390186°N,1.687492°E                | bé integrant del patrimoni cultural català |                     | Modifica les dades a Wikidata |
|        | Can Gran            | Lles de Cerdanya | masia        |                             | 42° 23′ 14″ N, 1° 41′ 42″ E / 42.3871743515946°N,1.69497853626948°E |                                            |                     | Modifica les dades a Wikidata |
|        | Casa Solana         | Lles de Cerdanya | masia        |                             | 42° 23′ 27″ N, 1° 39′ 36″ E / 42.3908142505454°N,1.65998675888031°E |                                            |                     | Modifica les dades a Wikidata |
|        | Cortal del Mateuet  | Lles de Cerdanya | masia        |                             | 42° 25′ 12″ N, 1° 40′ 06″ E / 42.4200713342319°N,1.6682489384153°E  |                                            |                     | Modifica les dades a Wikidata |
|        | Mas Barnola         | Lles de Cerdanya | masia        |                             | 42° 24′ 07″ N, 1° 41′ 22″ E / 42.401819°N,1.689492°E                | bé integrant del patrimoni cultural català | Mas Barnola         | Modifica les dades a Wikidata |
|        | Mig Vi              | Lles de Cerdanya | masia        |                             | 42° 22′ 03″ N, 1° 40′ 56″ E / 42.3674581389866°N,1.6821735077692°E  |                                            |                     | Modifica les dades a Wikidata |
|        | Senillers           | Lles de Cerdanya | masia        |                             | 42° 22′ 15″ N, 1° 40′ 54″ E / 42.3709381028039°N,1.68171210525982°E |                                            |                     | Modifica les dades a Wikidata |
|        | Xalet del Gai       | Lles de Cerdanya | masia        |                             | 42° 24′ 46″ N, 1° 39′ 42″ E / 42.4127617880689°N,1.6615613209938°E  |                                            |                     | Modifica les dades a Wikidata |
|        | el Fornell          | Lles de Cerdanya | masia        |                             | 42° 25′ 14″ N, 1° 38′ 22″ E / 42.4204179290014°N,1.63948345357941°E |                                            |                     | Modifica les dades a Wikidata |
|        | la Barrota          | Lles de Cerdanya | masia        |                             | 42° 21′ 43″ N, 1° 41′ 30″ E / 42.3618852587861°N,1.69176190330389°E |                                            |                     | Modifica les dades a Wikidata |
|        | la Borda            | Lles de Cerdanya | masia        |                             | 42° 21′ 41″ N, 1° 41′ 15″ E / 42.3614686471284°N,1.68761750611951°E |                                            |                     | Modifica les dades a Wikidata |
|        | la Casot            | Lles de Cerdanya | masia        |                             | 42° 23′ 14″ N, 1° 41′ 49″ E / 42.387267246097°N,1.69681101606709°E  |                                            |                     | Modifica les dades a Wikidata |
|        | les Granges         | Lles de Cerdanya | masia        |                             | 42° 22′ 14″ N, 1° 40′ 57″ E / 42.3705971486089°N,1.68260583231764°E |                                            |                     | Modifica les dades a Wikidata |

## molí d'aigua
| imatge | Nom                 | Ubicat a         | instància de | Detalls                                  | coordenades | Protecció                                  | Commons (més fotos) | Dades a WD                    |
| ------ | ------------------- | ---------------- | ------------ | ---------------------------------------- | --- | ------------------------------------------ | ------------------- | ----------------------------- |
|        | Molí d'Arànser      | Lles de Cerdanya | molí d'aigua | Estil: arquitectura popular              | 42° 24′ 05″ N, 1° 39′ 59″ E / 42.401468°N,1.666461°E                                                             | bé integrant del patrimoni cultural català |                     | Modifica les dades a Wikidata |
|        | Molí de Travesseres | Lles de Cerdanya | molí d'aigua | Estil: arquitectura popular              | 42° 22′ 39″ N, 1° 40′ 35″ E / 42.377397°N,1.676523°E                                                             | bé integrant del patrimoni cultural català |                     | Modifica les dades a Wikidata |
|        | Molí de la Llosa    | Lles de Cerdanya | molí d'aigua | Estil: arquitectura popular 18th century | 42° 25′ 46″ N, 1° 42′ 03″ E / 42.429374°N,1.700914°E ca:Camí de Cal Jan de la Llosa - Vall de la Llosa 1505 msnm | bé cultural d'interès local                | Molí de la Llosa    | Modifica les dades a Wikidata |
|        | Molí del Salt       | Lles de Cerdanya | molí d'aigua |                                          | 42° 26′ 06″ N, 1° 42′ 02″ E / 42.435039031452°N,1.7004259567267°E                                                |                                            |                     | Modifica les dades a Wikidata |

## muntanya
| imatge | Nom                      | Ubicat a                                                | instància de                                                                           | Detalls | coordenades | Protecció | Commons (més fotos)   | Dades a WD                    |
| ------ | ------------------------ | ------------------------------------------------------- | -------------------------------------------------------------------------------------- | ------- | --- | --------- | --------------------- | ----------------------------- |
|        | Bony de l'Ós             | Lles de Cerdanya                                        | muntanya                                                                               |         | 42° 26′ 45″ N, 1° 40′ 55″ E / 42.4458°N,1.68193°E 2218 msnm                                                        |           |                       | Modifica les dades a Wikidata |
|        | Monturull                | Lles de Cerdanya les Valls de Valira Escaldes-Engordany | muntanya                                                                               |         | 42° 27′ 00″ N, 1° 34′ 52″ E / 42.4499499945°N,1.58099716436°E 2760 msnm                                            |           | Monturull             | Modifica les dades a Wikidata |
|        | Pic de Calm Colomer      | Porta Lles de Cerdanya Meranges                         | muntanya                                                                               |         | 42° 29′ 33″ N, 1° 43′ 48″ E / 42.492381°N,1.730058°E 2869 msnm                                                     |           | Pic de Calm Colomer   | Modifica les dades a Wikidata |
|        | Pic de Coma Extremera    | Escaldes-Engordany Lles de Cerdanya                     | muntanya                                                                               |         | 42° 28′ 05″ N, 1° 38′ 11″ E / 42.46796111111111°N,1.6363416666666666°E 2809.4 msnm                                 |           | Pic de Coma Extremera | Modifica les dades a Wikidata |
|        | Pic de Setut             | Lles de Cerdanya Escaldes-Engordany                     | muntanya àrea protegida Pla d'Espais d'Interès Natural Vall del Madriu-Perafita-Claror |         | 42° 28′ 07″ N, 1° 38′ 48″ E / 42.46864166666667°N,1.6467444444444443°E 2867.4 msnm                                 |           | Pic de Setut          | Modifica les dades a Wikidata |
|        | Pic de la Colilla        | Lles de Cerdanya Escaldes-Engordany                     | muntanya                                                                               |         | 42° 27′ 56″ N, 1° 37′ 14″ E / 42.465475°N,1.62054444°E 42° 27′ 56″ N, 1° 37′ 22″ E / 42.4655°N,1.62278°E 2836 msnm |           | Pic de la Colilla     | Modifica les dades a Wikidata |
|        | Pic de la Portella       | Porta Lles de Cerdanya                                  | muntanya                                                                               |         | 42° 30′ 04″ N, 1° 43′ 36″ E / 42.501030555556°N,1.7266416666667°E 2593.5 msnm                                      |           |                       | Modifica les dades a Wikidata |
|        | Pic de la Portelleta     | Lles de Cerdanya Escaldes-Engordany                     | muntanya                                                                               |         | 42° 28′ 06″ N, 1° 39′ 24″ E / 42.4682057164°N,1.65656107795°E 2905 msnm                                            |           | Tossa Plana de Lles   | Modifica les dades a Wikidata |
|        | Pic del Coll de la Barra | Lles de Cerdanya les Valls de Valira                    | muntanya                                                                               |         | 42° 26′ 35″ N, 1° 35′ 50″ E / 42.443°N,1.59719°E 2632.8 msnm                                                       |           |                       | Modifica les dades a Wikidata |
|        | Pic del Sirvent          | Lles de Cerdanya Escaldes-Engordany                     | muntanya                                                                               |         | 42° 27′ 53″ N, 1° 36′ 21″ E / 42.4647462°N,1.6058163°E 2750 msnm                                                   |           | Pic del Sirvent       | Modifica les dades a Wikidata |
|        | Pla de Llet              | Lles de Cerdanya el Pont de Bar                         | muntanya                                                                               |         | 42° 24′ 16″ N, 1° 37′ 59″ E / 42.4045530362°N,1.6329485067°E 2141 msnm                                             |           | Pla de Llet           | Modifica les dades a Wikidata |
|        | Roc Blanc                | Lles de Cerdanya                                        | muntanya                                                                               |         | 42° 27′ 44″ N, 1° 40′ 19″ E / 42.46211111°N,1.67190833°E 2583.4 msnm                                               |           |                       | Modifica les dades a Wikidata |
|        | Roc Negre                | Lles de Cerdanya                                        | muntanya                                                                               |         | 42° 28′ 10″ N, 1° 42′ 46″ E / 42.4694°N,1.71285°E 2619.2 msnm                                                      |           |                       | Modifica les dades a Wikidata |
|        | Roc de Caules            | Lles de Cerdanya el Pont de Bar                         | muntanya                                                                               |         | 42° 22′ 15″ N, 1° 39′ 14″ E / 42.370731°N,1.653828°E 1291.5 msnm                                                   |           |                       | Modifica les dades a Wikidata |
|        | Roc de Farinoles         | Lles de Cerdanya el Pont de Bar                         | muntanya                                                                               |         | 42° 23′ 46″ N, 1° 38′ 31″ E / 42.39620278°N,1.64206389°E 1866 msnm                                                 |           |                       | Modifica les dades a Wikidata |
|        | Roc de Lliçà             | Lles de Cerdanya                                        | muntanya                                                                               |         | 42° 28′ 27″ N, 1° 43′ 24″ E / 42.4741°N,1.72331111°E 2800.5 msnm                                                   |           |                       | Modifica les dades a Wikidata |
|        | Roc de l'Àliga           | Lles de Cerdanya                                        | muntanya                                                                               |         | 42° 22′ 22″ N, 1° 39′ 19″ E / 42.37282778°N,1.65536667°E 1356.1 msnm                                               |           |                       | Modifica les dades a Wikidata |
|        | Roc de la Graella        | el Pont de Bar Lles de Cerdanya                         | muntanya                                                                               |         | 42° 22′ 18″ N, 1° 39′ 16″ E / 42.371556°N,1.654314°E 1331.6 msnm                                                   |           |                       | Modifica les dades a Wikidata |
|        | Roca del Corb            | Lles de Cerdanya                                        | muntanya                                                                               |         | 42° 22′ 54″ N, 1° 39′ 33″ E / 42.38177222°N,1.65911389°E 1362.3 msnm                                               |           |                       | Modifica les dades a Wikidata |
|        | Roca del Llop            | Lles de Cerdanya                                        | muntanya                                                                               |         | 42° 24′ 55″ N, 1° 37′ 35″ E / 42.41518611°N,1.6263°E 1943 msnm                                                     |           |                       | Modifica les dades a Wikidata |
|        | Serra dels Galls         | Lles de Cerdanya                                        | muntanya                                                                               |         | 42° 27′ 01″ N, 1° 40′ 38″ E / 42.45033556°N,1.6771°E 2365.5 msnm                                                   |           |                       | Modifica les dades a Wikidata |
|        | Tossa Plana de Lles      | Escaldes-Engordany Lles de Cerdanya                     | muntanya                                                                               |         | 42° 28′ 05″ N, 1° 39′ 26″ E / 42.468107°N,1.657244°E 2905 msnm                                                     |           |                       | Modifica les dades a Wikidata |
|        | Tossal Bovinar           | Lles de Cerdanya Escaldes-Engordany                     | muntanya                                                                               |         | 42° 27′ 46″ N, 1° 37′ 54″ E / 42.462752°N,1.631675°E 2842 msnm                                                     |           | Tossal Bovinar        | Modifica les dades a Wikidata |
|        | Tossal de la Guilla      | Lles de Cerdanya                                        | muntanya                                                                               |         | 42° 25′ 13″ N, 1° 40′ 54″ E / 42.4203°N,1.68169°E 1853 msnm                                                        |           |                       | Modifica les dades a Wikidata |
|        | Tossal de la Truita      | Lles de Cerdanya Escaldes-Engordany                     | muntanya                                                                               |         | 42° 27′ 33″ N, 1° 35′ 08″ E / 42.459196°N,1.585502°E 2753 msnm                                                     |           | Pic de Perafita       | Modifica les dades a Wikidata |
|        | Tosseta de Vallcivera    | Lles de Cerdanya Escaldes-Engordany                     | muntanya                                                                               |         | 42° 28′ 29″ N, 1° 39′ 45″ E / 42.47476944°N,1.66241389°E 2848 msnm                                                 |           | Tosseta de Vallcivera | Modifica les dades a Wikidata |
|        | Turó Punçó               | Lles de Cerdanya el Pont de Bar les Valls de Valira     | muntanya                                                                               |         | 42° 25′ 28″ N, 1° 36′ 04″ E / 42.424555°N,1.600995°E 2493 msnm                                                     |           |                       | Modifica les dades a Wikidata |
|        | el Cantó de Músser       | Lles de Cerdanya                                        | muntanya                                                                               |         | 42° 22′ 07″ N, 1° 39′ 55″ E / 42.3685°N,1.66536°E 1206.7 msnm                                                      |           |                       | Modifica les dades a Wikidata |
|        | la Muga                  | Lles de Cerdanya                                        | muntanya                                                                               |         | 42° 28′ 29″ N, 1° 40′ 39″ E / 42.4747635712°N,1.67761271375°E 2861 msnm                                            |           | La Muga               | Modifica les dades a Wikidata |

## nucli de població
| imatge | Nom                  | Ubicat a         | instància de      | Detalls | coordenades                                                       | Protecció | Commons (més fotos)  | Dades a WD                    |
| ------ | -------------------- | ---------------- | ----------------- | ------- | ----------------------------------------------------------------- | --------- | -------------------- | ----------------------------- |
|        | Coborriu de la Llosa | Lles de Cerdanya | nucli de població |         | 42° 24′ 48″ N, 1° 42′ 34″ E / 42.41344444°N,1.709575°E 1515 msnm  |           | Coborriu de la Llosa | Modifica les dades a Wikidata |
|        | el Vilar             | Lles de Cerdanya | nucli de població |         | 42° 24′ 55″ N, 1° 41′ 59″ E / 42.415217348455°N,1.6996199981364°E |           |                      | Modifica les dades a Wikidata |

## pont
| imatge | Nom                     | Ubicat a         | instància de | Detalls                                          | coordenades                                                         | Protecció                   | Commons (més fotos) | Dades a WD                    |
| ------ | ----------------------- | ---------------- | ------------ | ------------------------------------------------ | ------------------------------------------------------------------- | --------------------------- | ------------------- | ----------------------------- |
|        | Palanca de Prat Xuixirà | Lles de Cerdanya | pont         |                                                  | 42° 28′ 18″ N, 1° 41′ 57″ E / 42.4716147775994°N,1.69913750192115°E |                             |                     | Modifica les dades a Wikidata |
|        | Pont de Senillers       | Lles de Cerdanya | pont         | Estil: arquitectura popular                      | 42° 22′ 19″ N, 1° 40′ 53″ E / 42.371924°N,1.681508°E                | bé cultural d'interès local |                     | Modifica les dades a Wikidata |
|        | Pont de l'Hostal Nou    | Lles de Cerdanya | pont         | Travessa: Segre                                  | 42° 21′ 48″ N, 1° 39′ 51″ E / 42.3633493155864°N,1.66409234348621°E |                             |                     | Modifica les dades a Wikidata |
|        | Pont del Diable         | Lles de Cerdanya | pont         | Estil: arquitectura popular Anomenat per: dimoni | 42° 22′ 54″ N, 1° 40′ 30″ E / 42.381574°N,1.674996°E                | bé cultural d'interès local |                     | Modifica les dades a Wikidata |
|        | l'Embarrada             | Lles de Cerdanya | pont         |                                                  | 42° 25′ 30″ N, 1° 38′ 42″ E / 42.425039904897°N,1.64497509712796°E  |                             |                     | Modifica les dades a Wikidata |
|        | la Palanqueta           | Lles de Cerdanya | pont         |                                                  | 42° 25′ 25″ N, 1° 37′ 20″ E / 42.4236348473086°N,1.62229913422684°E |                             |                     | Modifica les dades a Wikidata |

## port de muntanya
| imatge | Nom                       | Ubicat a                            | instància de                  | Detalls | coordenades                                                                                                 | Protecció | Commons (més fotos) | Dades a WD                    |
| ------ | ------------------------- | ----------------------------------- | ----------------------------- | ------- | --- | --------- | ------------------- | ----------------------------- |
|        | Port de Vallcivera        | Escaldes-Engordany Lles de Cerdanya | port de muntanya              |         | 42° 29′ 22″ N, 1° 39′ 44″ E / 42.48951111111111°N,1.6621444444444444°E 2518 msnm                            |           | Port de Vallcivera  | Modifica les dades a Wikidata |
|        | Portella Blanca d'Andorra | Encamp Lles de Cerdanya Porta       | port de muntanya collada coll |         | 42° 30′ 10″ N, 1° 43′ 33″ E / 42.502736°N,1.72596°E punt triple entre Espanya, França i Andorra 2514.9 msnm |           |                     | Modifica les dades a Wikidata |

## refugi de muntanya
| imatge | Nom                       | Ubicat a         | instància de       | Detalls                    | coordenades                                                                                                | Protecció | Commons (més fotos)       | Dades a WD                    |
| ------ | ------------------------- | ---------------- | ------------------ | -------------------------- | --- | --------- | ------------------------- | ----------------------------- |
|        | refugi Cap del Rec        | Lles de Cerdanya | refugi de muntanya | 1988-02-14 Hi passa: GR 11 | 42° 25′ 52″ N, 1° 40′ 06″ E / 42.431227°N,1.668353°E ca:al vessant sud de la Tossa Plana de Lles 1956 msnm |           | Refugi Cap del Rec        | Modifica les dades a Wikidata |
|        | refugi Estanys de la Pera | Lles de Cerdanya | refugi de muntanya | 1957-09-22 Hi passa: GR 11 | 42° 27′ 24″ N, 1° 35′ 56″ E / 42.45654444°N,1.59889167°E ca:sobre l'estany inferior de la Pera 2357 msnm   |           | Refugi Estanys de la Pera | Modifica les dades a Wikidata |
|        | refugi del Pradell        | Lles de Cerdanya | refugi de muntanya |                            | 42° 26′ 30″ N, 1° 38′ 48″ E / 42.441599°N,1.646614°E ca:Prop del torrent de Setut 2115 msnm                |           | Refugi del Pradell        | Modifica les dades a Wikidata |

## riu
| imatge | Nom               | Ubicat a                     | instància de                 | Detalls                                      | coordenades                                                                                       | Protecció | Commons (més fotos) | Dades a WD                    |
| ------ | ----------------- | ---------------------------- | ---------------------------- | -------------------------------------------- | ------------------------------------------------------------------------------------------------- | --------- | ------------------- | ----------------------------- |
|        | Riu de Vallcivera | Lles de Cerdanya             | riu                          |                                              | 42° 29′ 27″ N, 1° 39′ 59″ E / 42.4909°N,1.66629°E                                                 |           |                     | Modifica les dades a Wikidata |
|        | Segre             | Catalunya Pirineus Orientals | riu curs d'aigua riu aurífer | Desemboca: Ebre Llarg: 265km Conca: 22400km² | 42° 24′ 09″ N, 2° 06′ 30″ E / 42.4025°N,2.1084°E 41° 21′ 48″ N, 0° 18′ 16″ E / 41.3633°N,0.3044°E |           | Segre River         | Modifica les dades a Wikidata |

## serra
| imatge | Nom                  | Ubicat a                                      | instància de | Detalls | coordenades                                                          | Protecció | Commons (més fotos) | Dades a WD                    |
| ------ | -------------------- | --------------------------------------------- | ------------ | ------- | -------------------------------------------------------------------- | --------- | ------------------- | ----------------------------- |
|        | Serra Airosa         | les Valls de Valira Lles de Cerdanya          | serra        |         | 42° 26′ 50″ N, 1° 35′ 25″ E / 42.44709167°N,1.59017778°E 2662 msnm   |           | Serra Airosa        | Modifica les dades a Wikidata |
|        | Serra de Comadeboc   | Bellver de Cerdanya Lles de Cerdanya Meranges | serra        |         | 42° 28′ 29″ N, 1° 43′ 26″ E / 42.4747°N,1.72393°E 2806.6 msnm        |           |                     | Modifica les dades a Wikidata |
|        | serra de Salló       | Lles de Cerdanya                              | serra        |         | 42° 25′ 28″ N, 1° 38′ 14″ E / 42.4245°N,1.63714°E 2003.5 msnm        |           |                     | Modifica les dades a Wikidata |
|        | serra de l'Esquella  | Lles de Cerdanya Meranges                     | serra        |         | 42° 29′ 17″ N, 1° 43′ 28″ E / 42.4881°N,1.72448°E 2863.2 msnm        |           |                     | Modifica les dades a Wikidata |
|        | serra del Sirvent    | Lles de Cerdanya                              | serra        |         | 42° 27′ 19″ N, 1° 36′ 56″ E / 42.4552°N,1.61559°E                    |           |                     | Modifica les dades a Wikidata |
|        | serrat d'Ambret      | Lles de Cerdanya                              | serra        |         | 42° 23′ 46″ N, 1° 41′ 54″ E / 42.39607222°N,1.69835278°E 1496 msnm   |           |                     | Modifica les dades a Wikidata |
|        | serrat de l'Alzinera | Lles de Cerdanya                              | serra        |         | 42° 22′ 29″ N, 1° 40′ 19″ E / 42.37471944°N,1.67183611°E 1265.5 msnm |           |                     | Modifica les dades a Wikidata |
|        | serrat dels Cugots   | Lles de Cerdanya                              | serra        |         | 42° 26′ 51″ N, 1° 37′ 46″ E / 42.4475°N,1.62943°E 2500 msnm          |           |                     | Modifica les dades a Wikidata |

## vall
| imatge | Nom              | Ubicat a                         | instància de                                       | Detalls                 | coordenades                                                             | Protecció | Commons (més fotos) | Dades a WD                    |
| ------ | ---------------- | -------------------------------- | -------------------------------------------------- | ----------------------- | ----------------------------------------------------------------------- | --------- | ------------------- | ----------------------------- |
|        | Engaït           | Encamp Lles de Cerdanya          | vall àrea protegida Pla d'Espais d'Interès Natural |                         | 42° 29′ 42″ N, 1° 42′ 59″ E / 42.49498333333333°N,1.7164444444444444°E  |           | Engaït              | Modifica les dades a Wikidata |
|        | Vallcivera       | Lles de Cerdanya                 | vall àrea protegida Pla d'Espais d'Interès Natural | Llarg: 3.5km Ample: 2km | 42° 29′ 15″ N, 1° 41′ 08″ E / 42.487547222222226°N,1.6855111111111112°E |           | Vallcivera          | Modifica les dades a Wikidata |
|        | vall de la Llosa | Lles de Cerdanya Prullans Encamp | vall                                               |                         | 42° 26′ 14″ N, 1° 42′ 02″ E / 42.43729166666667°N,1.7004333333333332°E  |           | Vall de la Llosa    | Modifica les dades a Wikidata |

## vèrtex geodèsic
| imatge | Nom               | Ubicat a         | instància de    | Detalls   | coordenades                                                        | Protecció | Commons (més fotos) | Dades a WD                    |
| ------ | ----------------- | ---------------- | --------------- | --------- | ------------------------------------------------------------------ | --------- | ------------------- | ----------------------------- |
|        | Mirador de Aransa | Lles de Cerdanya | vèrtex geodèsic | Alt: 1.2m | 42° 24′ 16″ N, 1° 37′ 59″ E / 42.404569°N,1.632972°E 2144.643 msnm |           |                     | Modifica les dades a Wikidata |
|        | Port Negre        | Lles de Cerdanya | vèrtex geodèsic | Alt: 1.2m | 42° 27′ 00″ N, 1° 34′ 52″ E / 42.449901°N,1.581207°E 2760.807 msnm |           |                     | Modifica les dades a Wikidata |

## Misc
| imatge | Nom                                         | Ubicat a                      | instància de                                       | Detalls                     | coordenades                                                                      | Protecció                                            | Commons (més fotos) | Dades a WD                    |
| ------ | ------------------------------------------- | ----------------------------- | -------------------------------------------------- | --------------------------- | -------------------------------------------------------------------------------- | ---------------------------------------------------- | ------------------- | ----------------------------- |
|        | Cal Fuster                                  | Lles de Cerdanya              | casa                                               | Estil: arquitectura popular | 42° 23′ 24″ N, 1° 41′ 18″ E / 42.389997°N,1.688319°E                             | bé integrant del patrimoni cultural català           |                     | Modifica les dades a Wikidata |
|        | Coma Extremera                              | Lles de Cerdanya              | coma àrea protegida Pla d'Espais d'Interès Natural |                             | 42° 27′ 51″ N, 1° 38′ 11″ E / 42.46425277777778°N,1.6362916666666667°E 2600 msnm |                                                      | Coma Extremera      | Modifica les dades a Wikidata |
|        | Entorns                                     | Músser                        | residència creativa edifici                        | 2023                        | 42° 22′ 50″ N, 1° 39′ 57″ E / 42.3805253°N,1.6659275°E                           |                                                      |                     | Modifica les dades a Wikidata |
|        | Farga de la Llosa                           | Lles de Cerdanya              | farga                                              |                             | 42° 27′ 11″ N, 1° 41′ 58″ E / 42.453189°N,1.699504°E 1775 msnm                   | bé integrant del patrimoni cultural català           |                     | Modifica les dades a Wikidata |
|        | Orri de l'Anís                              | Lles de Cerdanya              | cova                                               |                             | 42° 26′ 57″ N, 1° 36′ 07″ E / 42.4491443110554°N,1.60190671638857°E              |                                                      |                     | Modifica les dades a Wikidata |
|        | Prat Xuixirà                                | Lles de Cerdanya              | cleda                                              |                             | 42° 28′ 42″ N, 1° 42′ 05″ E / 42.47842222222222°N,1.7014°E 2005 msnm             |                                                      |                     | Modifica les dades a Wikidata |
|        | Túnel de Músser                             | Lles de Cerdanya              | túnel                                              | Llarg: 133m                 | 42° 21′ 52″ N, 1° 39′ 41″ E / 42.364576°N,1.661516°E                             |                                                      |                     | Modifica les dades a Wikidata |
|        | casa consistorial de Lles de Cerdanya       | Lles de Cerdanya              | casa consistorial                                  |                             | 42° 23′ 26″ N, 1° 41′ 15″ E / 42.3905233°N,1.6874679°E                           |                                                      |                     | Modifica les dades a Wikidata |
|        | casal fortificat de Lles                    | Lles de Cerdanya              | rectoria casa forta                                | 17th century                | 42° 23′ 26″ N, 1° 41′ 15″ E / 42.3905145°N,1.687496°E 1407 msnm                  | bé d'interès cultural bé cultural d'interès nacional |                     | Modifica les dades a Wikidata |
|        | els Castellets                              | Lles de Cerdanya              | dolmen                                             |                             | 42° 23′ 14″ N, 1° 39′ 43″ E / 42.3870997521259°N,1.66194876642606°E              |                                                      |                     | Modifica les dades a Wikidata |
|        | punt triple entre Espanya, França i Andorra | Lles de Cerdanya Porta Encamp | trifini internacional                              |                             | 42° 30′ 10″ N, 1° 43′ 30″ E / 42.50278°N,1.725°E Portella Blanca d'Andorra       |                                                      |                     | Modifica les dades a Wikidata |